# So in Vain
「So in Vain」（ソー・イン・ヴェイン）は、2004年2月4日に発売されたCHEMISTRYの10枚目のシングル。発売元はデフスターレコーズ。

## 解説
3枚目のアルバム『One×One』の先行シングル。10万枚完全限定生産盤。
「YOUR NAME NEVER GONE/Now or ever/You Got Me」から約2ヶ月半ぶりに発売された。
歌詞に対して様々な考察もある。

## 収録曲
作詞：Juve　作曲：為岡そのみ　編曲：益田トッシュ

### CD
1. So in Vain
2. So in Vain (Instrumental)
3. So in Vain (sugiurumn HOUSE MISSION MIX)

### DVD
1. So in Vain "イタリア・ジャケット撮影風景（ナポリ～カプリ島）
2. Making Films of 3rd album @Capri Digital Studio
3. Bonus Track：Music Video "Now or Never / CHEMISTRY meets m-flo"